# Karin Björquist

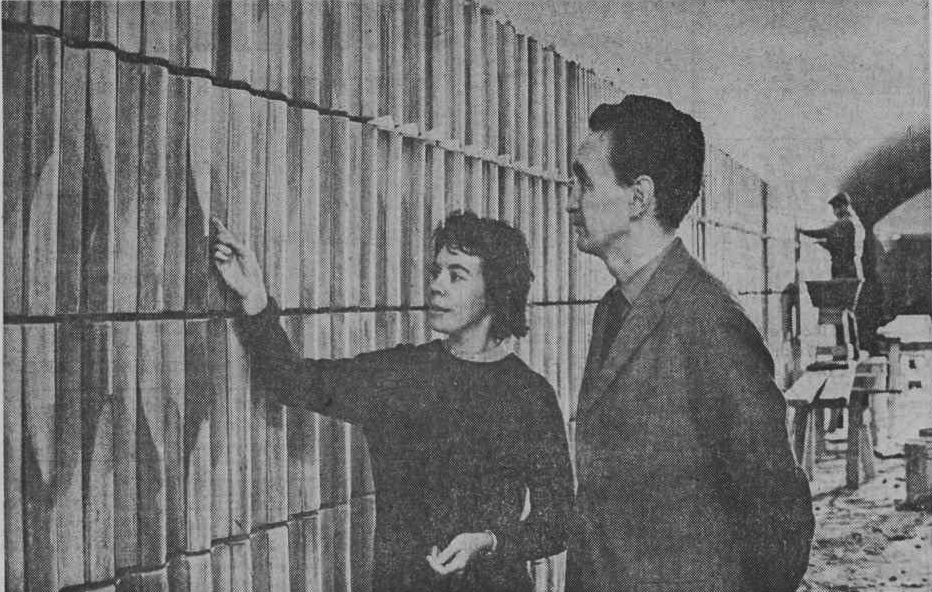
Karin Björquist mit dem Architekten Kjell Abramson in der Mariatorget U-Bahn-Station in Stockholm um 1963

Karin Björquist (* in Säffle am 2. Januar 1927; † in Stockholm am 2. September 2018) war eine schwedische Keramikerin und Designerin, die über 40 Jahre lang bei der Manufaktur Gustavsberg gewirkt hat.

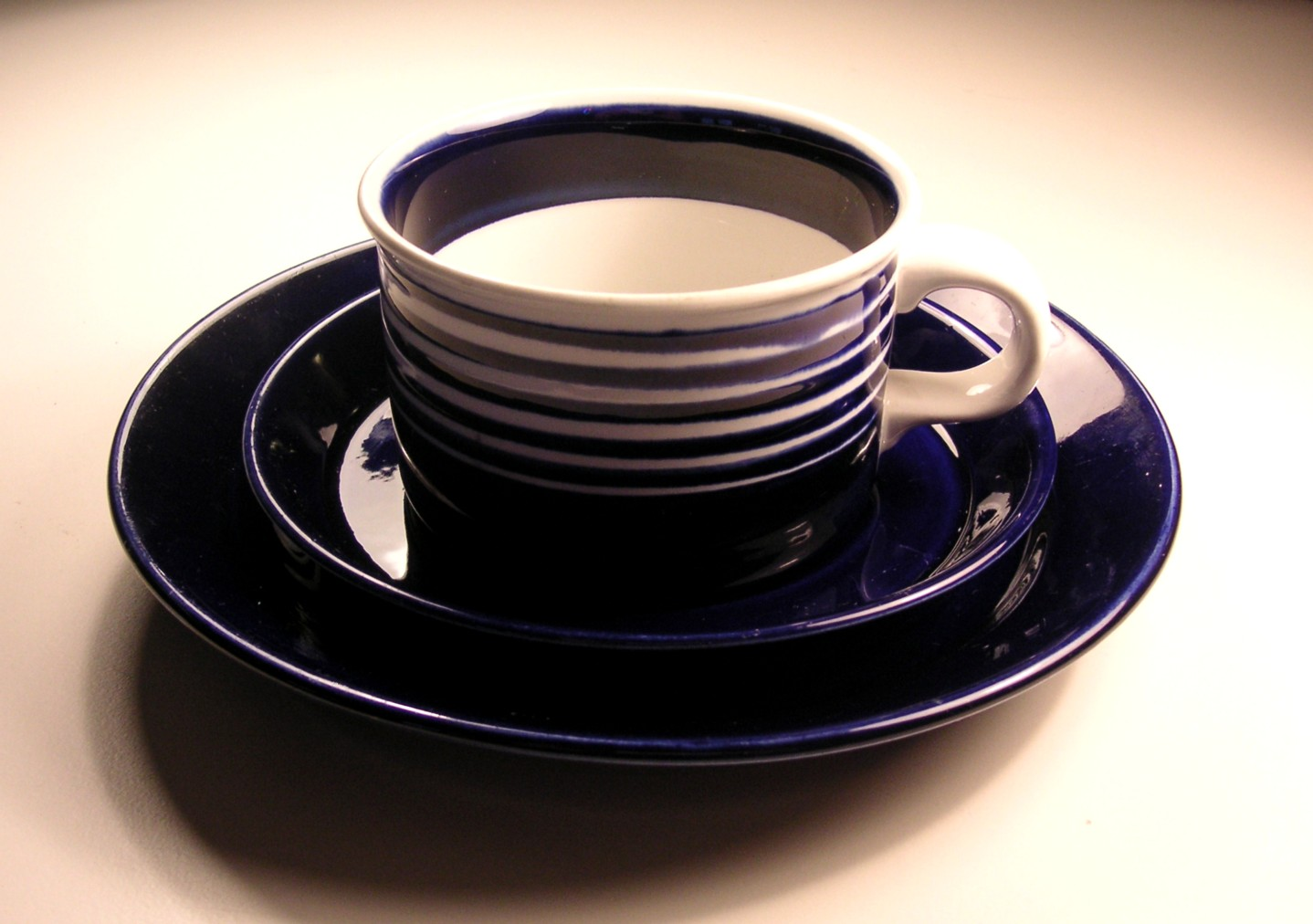
Teetasse Kobolt von 1958

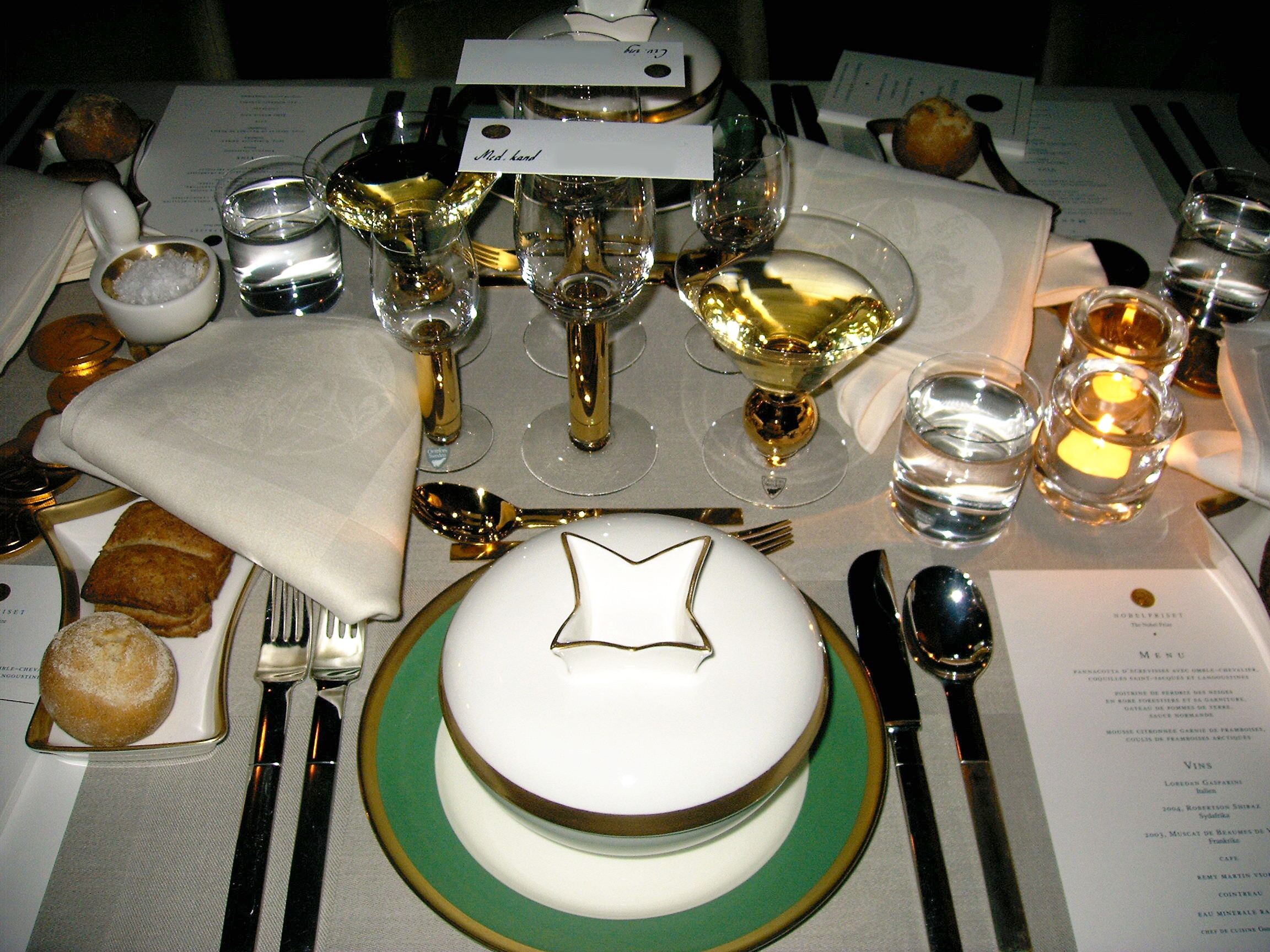
Das Nobelservis von 1991

## Leben und Werk
Karin Björquist kam 1959 zur Porzellanmanufaktur in Gustavsberg und war dort bis 1993 tätig. Von 1972 bis 1985 war sie künstlerische Leiterin. Sie zählt neben Stig Lindberg zu den bedeutendsten Keramikern des zwanzigsten Jahrhunderts in Schweden und machte sich besonders durch ihre zahlreichen Service einen Namen.
Sie entwarf an die zwanzig Service, unter ihnen Svart Ruter (1953), Kobolt (1958), Röd Kant (1968), Stockholm (1980) und auch das absolute Festservice Nobelservisen, das 1991 zum 90sten Jahrestag der Nobelstiftung lanciert wurde. Seitdem wird das jährliche Nobelbankett im Stockholmer Stadshus mit diesem Tafelgeschirr gedeckt. Die künstlerische keramische Gestaltung der U-Bahn-Station Mariatorget (1965) und des neuen Reichsbankgebäudes des Architekten Peter Celsing (1976), beide in Stockholm, gehen ebenfalls auf ihre Rechnung.
Björquist beschrieb ihren Standpunkt mit den folgenden Worten:
„Die zwei wichtigsten Möbelstücke in einem Haus sind das Bett und der gedeckte Tisch. Über Betten brauche ich nichts weiter zu erzählen. Am Tisch trifft man sich mit Freunden, die es genießen, an einer schön gedeckten Tafel zu sitzen. Und da die Welt heute voll von Dingen ist, ist es wichtig, daß Designer Objekte von Bedeutung schaffen. Vor allem muß man die Zeit akzeptieren, in der man lebt, damit man weder nostalgisch noch von flüchtigen Moden verführt wird!“
Karin Björquist ist es gelungen, den Gebrauchsgegenstand mit ästhetischer Schönheit zu kombinieren, ganz nach dem Wahlspruch der Svenska Slöjdföreningen (heute Svensk Form) „vackrare vardagsvara“ (hübscherer Gebrauchsgegenstand). Im Laufe der Jahre hat sie viele Auszeichnungen erhalten, u. a. die Goldmedaille der Triennale in Mailand 1954, Lunningpriset 1963 und Prins-Eugen-Medaille für „hervorragende künstlerische Tätigkeit“ 1982. Für das Nobelservis bekam sie 1992 die Auszeichnung Utmärkt Svensk Form von Svensk Form. Ihre Arbeiten sind in vielen Museen in Schweden und anderen Ländern zu sehen.